# Strophurus wellingtonae
Strophurus wellingtonae är en ödleart som beskrevs av  Storr 1988. Strophurus wellingtonae ingår i släktet Strophurus och familjen geckoödlor. Inga underarter finns listade i Catalogue of Life.